# Acalypha bussei
Acalypha bussei är en törelväxtart som beskrevs av John Hutchinson. Acalypha bussei ingår i släktet akalyfor, och familjen törelväxter. Inga underarter finns listade i Catalogue of Life.